# Klassieke periode (Amerika)
De klassieke periode (Classic stage, ongeveer 500-1200 AD) is de vierde van de vijf periodes in de precolumbiaanse geschiedenis van Amerika, zoals voorgesteld door Gordon Willey en Philip Phillips in hun boek uit 1958 Method and Theory in American Archaeology.
De culturen van de klassieke periode worden gekarakteriseerd door een ambachtelijke arbeidsdeling en het begin van metallurgie. De sociale organisatie wordt geacht een begin van verstedelijking te tonen en grote ceremoniële centra te bezitten. De ideologie is die van een ontwikkelde theocratie.
Oorspronkelijk werd het begrip "klassieke periode" gebruikt voor de complexe samenlevingen van Meso-Amerika en Peru. Ook andere gevorderde culturen als de Hopewellcultuur, Teotihuacan en de vroege Mayacultuur vallen echter binnen de periode.
De klassieke periode volgde op de formatieve periode (of pre-klassieke periode) en werd opgevolgd door de postklassieke periode. Beide overlappen wat in een andere indeling de Woodland-periode en de Mississippicultuur van Noord-Amerika wordt genoemd.

## Noord-Amerika
In Noord-Amerika werden de Adena opgevolgd door de Hopewellcultuur. Uit het gebied rond de Grote Meren gebied kwamen metalen zoals koper en zilver, uit het gebied van de Golf van Mexico dierlijke producten, alligatortanden en schildpadschilden. Obsidiaan werd helemaal uit het huidige Nationaal park Yellowstone in Wyoming gehaald.
Rond 800 kwam er langs de Mississippi een nieuwe cultuur op. Deze Mississippicultuur had als belangrijkste kenmerken de maïs/boon/pompoen-landbouw (vanuit Mexico of misschien wel het zuidwesten) en de bouw van steden. Cahokia, de grootste stad ten noorden van Mexico, kende haar hoogtepunt rond 1100. 
Mexicaanse invloed is duidelijk in het zuidwesten van de VS. Hier ontstonden vanaf enkele eeuwen voor Chr. de drie grote culturen die de grootste bekende ruïnes in de regio achterlieten: de Anasazi, de Mogollon en de Hohokam. 
Aan de Noordwestkust werden tussen 500 voor en 500 na Chr. de eerste totempalen en houten (opslag)huizen gemaakt.

## Meso-Amerika
De klassieke periode van Meso-Amerika duurde van 300 tot 900. Culturen kwamen tot bloei, en de Meso-Amerikaanse steden behoorden tot de grootste ter wereld. De klassieke periode wordt vaak nog onderverdeeld in vroeg-klassiek (300-600) en laat-klassiek (600-900).

## Zuid-Amerika
In Zuid-Amerika was de oorspronkelijk uit Mexico afkomstige maïslandbouw een groot succes. Ze verspreidde zich over bijna het gehele continent en kwam alleen in het uiterste zuiden (Patagonië) niet voor. In Peru was de invloed van Chavín groot geweest, maar tot ongeveer 500 na Chr. volgde weer een periode van politieke en culturele verdeeldheid. De bekendste en belangrijkste culturen uit deze periode waren de Moche aan de noordkust en de Nazca aan de zuidkust.